# 1031 Arctica
1031 Arctica är en asteroid i huvudbältet som upptäcktes den 6 juni 1924 av den ryske astronomen Sergej Beljavskij vid Simeizobservatoriet på Krim. Dess preliminära beteckning var 1924 RR. Asteroiden namngavs senare efter Arktis.
Vitjas senaste periheliepassage skedde den 20 november 2018.[Uppdatering behövs] Dess rotationstid har beräknats till 51,0 timmar. 